# نظام باتايداري
نظام باتايداري (Bataidari system) هو الزراعة بالمشاركة، ويمثل ممارسة زراعية حيث يقرض مالك الأرض أرضه لشخص آخر يتولى الإنفاق والعمل ويتقاسم صاحب الأرض والمستأجر المحصول. وينتشر هذا النظام في ولاية بيهار الهندية؛ حيث يطبق في حوالي 35% من الأرض القابلة للزراعة.

## معلومات تاريخية
انتشر هذا النظام خلال فترة الراج البريطاني في مناطق عدة في الهند، بما فيها سهول البنجاب الخصبة، بينما كان نظام جوتيدار (jotedar system) شائعًا في مناطق أخرى. ونظرًا لأن معظم المستأجرين كانوا عمالاً فقراء، فقد كانوا يضطرون إلى اقتراض المال من المرابين للتمكن من زراعة الأرض، وهذا ما تسبب في استمرار دائرة الفقر إلى الأبد. وبالرغم من تطبيق إصلاحات زراعية على مستوى ولاية بيهار بعد الاستقلال من خلال قانون باتايداري، إلا أن هذه الإصلاحات اُعتبرت مستغلة للعمال وأدت إلى نشوب أعمال عنف، وخصوصًا العنف الطائفي بين مجتمعات العمال ومالكي الأراضي.
وفي الماضي، كانت الإصلاحات الزراعية مطلوبة، حتى إنها كانت تمثل حجر زاوية في البرامج الانتخابية في انتخابات المجالس الولائية، وخصوصًا من جانب الأحزاب اليسارية.